# Centesima rerum venalium
O Centesima rerum venalium (literalmente o centésimo do valor de tudo o que é vendido) era um imposto de 1% sobre as mercadorias vendidas em leilão.

## História
A receita tributária foi destinada a um fundo de aposentadoria militar (aerarium militare), junto com a de um novo imposto sobre vendas (centesima rerum venalium), um imposto de 1% sobre mercadorias vendidas em leilão. O imposto sobre herança está amplamente documentado em fontes pertencentes ao direito romano, inscrições e papiros. Foi um dos três principais impostos indiretos cobrados dos cidadãos romanos nas províncias do Império.